# H.C. Ørstedværket
H.C. Ørstedværket er et københavnsk, naturgasfyret kraftvarmeværk på Enghave Brygge syd for Fisketorvet i det centrale København. Som noget særligt var værkets primære funktion at producere damp til det københavnske dampbaserede fjernvarmenet, der blev lukket ned i sommeren 2022. Værket primære funktion er i dag at producere fjernvarme til det københavnske vandbaserede fjernvarmenet ved at konvertere damp til opvarmet fjernvarmevand. H.C. Ørstedværket deler navn med sin ejervirksomhed, Ørsted, da begge er opkaldt efter videnskabsmanden Hans Christian Ørsted.

## Historie

### Værkets opførelse
H.C Ørstedværket blev opført 1916-1920 af Københavns Kommune som byens første højspændings vekselstrømsværk. Værket supplerede kommunens tre jævnstrømsværker: Gothersgade-, Vestre og Østre Elværk. I 1920'erne blev disse tre værker forbundet med H.C Ørstedværket via et elektrisk hovedfordelingsnet. Selv om H.C Ørstedværket blev opført af Københavns Kommune, fungerede værket som kraftværk for store dele af Sjælland, og der blev tegnet el-aftagningsaftaler med Nordsjællands Elektricitets- og Sporvejs Aktieselskab (NESA), Frederiksberg Forsyning og Nordvestsjællands Elektricitetsværk (NVE) frem til 1940, hvor Kyndbyværket stod klar. Herefter udgjorde H.C Ørstedværket grundstammen i det østdanske elnet sammen med Kyndbyværket, Masnedøværket og den svenske vandkraft. Det oprindelige H.C Ørstedværk blev tegnet af arkitekt, Andreas Fussing og består blandt andet af den lange turbinehal med fladt, hvælvet tag i jernbeton.

### Udbygning 1924 & 1932–dieselmotor og dampleverance
Værket er udvidet og ombygget i 1924 og 1930-32 af arkitekterne: Louis Hygom og Valdemar Schmidt. De røde bygningsdele af værket er fra denne periode.
I forbindelse med udbygningen i 1932 fik Burmeister & Wain ordre på  verdens største dieselmotor på 15 MW svarende til 22.500 effektive hestekræfter. Motoren var ca. 30 år frem verdens største dieselmotor. Dieselmotoren fungerede som H.C Ørstedværkets spidslast-blok og var aktiv i denne funktion frem til slutningen af 1960’erne, men blev holdt køreklar indtil den blev koblet fra det elektriske net i 2004.
I 1932 begyndte H.C. Ørstedværket ligeledes at levere overskudsvarme til det københavnsk dampnet. Indtil da havde det københavnske dampnet fået leveret overskudsvarme fra elproduktionen på Gothersgade Elværk siden 1925.

### Udbygning i 1985-2006–de nuværende kraftværksblokkes opførelse
I 1985 etableres en kulfyret kedel med en indfyret effekt på 285 MW. Denne får i 2003 selskab af en gasturbine, der flyttes fra Næstved Kraftvarmeværk. I 2006 etableres yderligere 2 spidslast varmekedler, der alene kan levere varme til spidslast (se nedenfor under Brændsel og fjernvarmeproduktion for yderligere info). 

### H.C Ørstedværket som kulturikon
I 2006 blev den tidligere spidslast dieselmotor og de tilhørende bygninger indrettet som teknologimuseet DieselHouse af MAN B&W Diesel A/S.
I 2007 blev H.C. Ørstedværket udpeget som nationalt industriminde af Kulturarvsstyrelsen.

### Større udfald på værket
Den 12. april 1994 opstod et strømsvigt grundet en højspændingsfejl på værket, hvilket mørklagde store dele af den indre by samt Vesterbro i fire timer. Blandt andet gik Rådhusuret i stå.
Den 4. april 1995 ramte den værste strømafbrydelse i 30 år København, da en kortslutning på H.C. Ørstedværket udkoblede de transformere, som forsyner byen med strøm. Fra kl. 19.50 blev det indre København, Vesterbro, Nørrebro, Sundby og Dragør mørklagt. Først efter midnat var fejlen fuldt udbedret. Den 5. september samme år udbrød der trafikkaos i København, da et kabel fra Adelgade til H.C. Ørstedværket skulle kobles ud og skabte en kortslutning, så sikkerhedsrelæet i tre transformerstationer slog fra. Det betød, at en del beboere i København måtte undvære strøm i omkring 40 minutter midt på eftermiddagen. Flere på Østerbro måtte dog vente i over seks timer.

## Brændsel og fjernvarmeproduktion
Blok 7 (HCV7) er etableret i 1985 som en kulfyret kedel med en indfyret effekt på 285 MW, der dog blev neddroslet til 200 MW i 2015 for at opfylde Miljøstyrelsens betingelser for dispensation fra NOx-emissionsgrænseværdierne. Udover kul kunne Blok 7 fyres med letolie og blev i 1994 ombygget til også at kunne fyre med naturgas, som udelukkende blev anvendt indtil blokken blev taget ud af drift i sommeren 2021.
Blok 8 (HCV8) er en gasturbine med tilsatsfyret afgaskedel, hvilket betyder, at naturgassen først driver en gasturbine, som igen driver en generator. Den varme udstødning fra gasturbinen bruges herefter til at producere damp i en separat kedel, hvor der tilsættes yderligere varme ved afbrænding af naturgas. Blokken blev etableret i 2005, ved at gasturbinen blev flyttet fra Næstved Kraftvarmeværk og derefter tilkoblet en ny afgaskedel.
Blok 21 og 22 (HCV21 og HCV22) består af to spidslast varmekedler, der blev opført i 2006 til fyring med letolie. I 2013 og 2014 blev blokkene ombygget til fyring med naturgas, som pr. 2017 udelukkende anvendtes.
Som før nævnt er HCV21 og HCV22 til spidslastbrug, hvilket vil siges at disse kun tages i brug når de øvrige grundlastenheder i København ikke kan producere tilstrækkeligt med varme. 
Tabel 1 – Oversigt over H.C. Ørstedværkets turbiner og kedler 
| Blok  | Brændsel | Effekt MWe | Effekt MJ | Lasttype       | Turbinetype | Driftstart årstal |
| ----- | -------- | ---------- | --------- | -------------- | ----------- | ----------------- |
| HCV7  | Naturgas | 74         | 103       | Damp-Grundlast | Dampturbine | 1985 - 2021       |
| HCV8  | Naturgas | 24,3       | 94,7      | Damp-Grundlast | Gasturbine  | 2004 - nu         |
| HCV21 | Naturgas | 0          | 100       | Damp-Spidslast | Varmekedel  | 2006 - nu         |
| HCV22 | Naturgas | 0          | 100       | Damp-Spidslast | Varmekedel  | 2006 - nu         |

### H.C Ørstedværkets rolle under strømafbrydelsen 2003
Det er en udbredt myte, at H.C Ørstedværkets B&W-dieselmotor fra 1932 spillede en afgørende rolle i dødstarten af det danske elnet. For det første nævner Elkraft Systems 25 sider lange hændelsesrapport ikke andet i den henseende end, at: "Dieselgeneratoren på H.C. Ørsted Værket kan under meget specielle/gunstige forhold også benyttes som dødstartsmulighed". Samme rapport nævner ligeledes eksplicit, at det danske elnet blev dødstartet via strømimport fra Sverige - og ikke via H.C Ørstedværket.  For det tredje redegør H.C Ørestedværkets medarbejder, Erik Daugaard, for forløbet i debatsektionen for Nyhedsmagasinet Ingeniøren. Iflg. Erik Daugaard blev H.C Ørstedværkets dieselmotor startet op under strømafbrydelsen. Ligeledes blev dieselmotoren iflg. Erik Daugaard brugt til at opstarte en af H.C Ørestedværkets kedler. Kedlen blev dog ikke brugt til at starte en turbine op, men derimod til at sikre at der kunne leveres fjernvarmedamp til det københavnske dampnet..
Selvom motoren gjorde gavn under strømafbrydelsen ved at sikre fjernvarmeleverancerne, var den således ikke med til at dødstarte det sjællandske højspændingsnet. Nettet blev derimod spændingssat fra Sverige.

## Fremtid
I 2013 udtalte Hofors administrerende direktør, Lars Therkildsen, til fagmediet EnergiWatch, at Svanemølleværket og H.C. Ørstedværket forventedes udfaset i løbet af 5 år.
I en rapport af VEKS, CTR og Hofor i 2014 fremgår det om værkets tekniske levetid, at blok 8 "fortsat være i drift i 2025, men der kræves investeringer i levetidsforlængelse". Om blok 7 fremgår det af samme rapport, at denne "kan levetidsforlænges ud over 2015; dette vil dog kræve deNOx + ny SRO + støvfilter". Miljøstyrelsen dispenserede imidlertid fra kravet om NOx-rensning i en afgørelse af 2015.
I en artikel fra 2014 i fagmediet Ingeniøren berettedes det blandt andet, at "Eftersom værket ikke kører på pumperne og er modent til at blive et kulturminde, ligger det i Dongs planer, at det også efter 2026 skal være et aktivt værk".
I 2022 vedtog Københavns Kommune, at værket får en 200 MW elkedel, en 30 MW varmepumpe og et 1000 MWh varmelager til drift fra 2025.